# Raskolnikov (libro)
Raskolnikov è un romanzo di Laura Mancinelli pubblicato per la prima volta da Einaudi nel 1996.

## Trama
Raskolnikov e Arianna si incontrano per caso su un treno. Lui è un geniale pianista e musicologo con una concezione estetizzante dell'arte e della vita; lei una intellettuale romantica che ha una concezione morale di entrambe, ed è affascinata-ossessionata dai libri di Primo Levi. Raskolnikov ha i tratti del dandy: si esibisce con parsimonia al pianoforte, preferibilmente in antiche ville affrescate dai suoi pittori preferiti. La coscienza del proprio valore di interprete lo rende ironicamente distaccato. Nella vita pratica si perde un po' e spesso viene salvato dalla concreta Arianna.
Il sogno di Arianna è realizzare un grande spettacolo su Primo Levi, in cui le musiche di Mozart siano suonate da Raskolnikov.

## Edizioni
- Raskolnikov, collana Nuovi Coralli n.488, Einaudi, 1996.
- (DE)  Raskolnikov, traduzione di Maja Pflug. Arche, 1999.